# リシェ
株式会社リシェ（英文社名；RICHE MANAGEMENT AGENT Co. Ltd.）は、東京都目黒区に本社を置く日本の芸能プロダクション、モデルエージェンシー。

## 沿革
- 2011年1月 - 東京都目黒区青葉台1-30-4 エクセレンス青葉台302に設立[1]。
- 2013年10月 - 新事業部設立東京目黒区上目黒1-23-1 中目黒アリーナ

## 所属タレント
※2012年8月現在

### モデル
- 倉松すみれ
- 作花美由貴
- 水野友加里
- 西川あゆみ
- 佐藤おりえ
- 浅田みき
- HIЯO
- HERI

### 俳優・女優
- イ・テソン
- 前川伶早
- 大島ジュン
- 鈴木希依子

### ミュージシャン
- レファンドレ慶
- 美欧

## かつて所属していたタレント
- 朝比奈恵美
- 石井ゆい
- 加藤アツオ
- 染井明希子
- 谷咲伴美（元SDN48）
- 中上五月
- 真理央
- Missing Link
- 山内香澄
- 優花梨
- 河合龍之介